# Croqueta

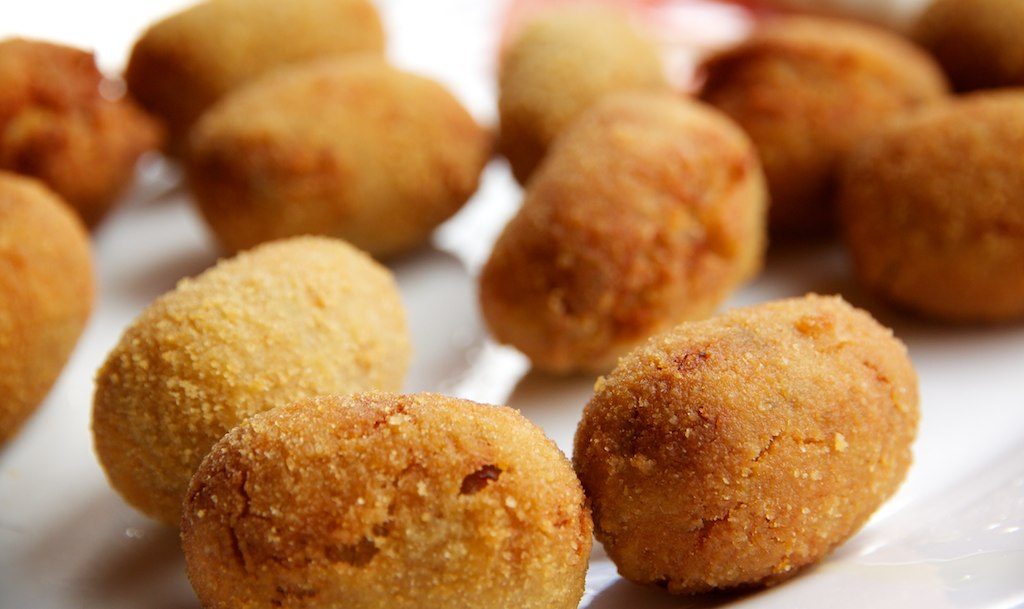
La fritura correcta garantiza un color dorado, consistencia crujiente, nada aceitosa, y aroma exquisito.

Las croquetas son un plato originado en la gastronomía francesa  que consiste en una porción de masa hecha de una salsa densa como la bechamel y un picadillo de diversos ingredientes, que ha sido rebozada en huevo y pan rallado, y frita en abundante aceite. Esto le proporciona una textura crujiente y un color dorado. Generalmente son saladas, tienen forma ovalada y se sirven calientes como entremés o guarnición, aunque también las hay que son dulces y se sirven como postre. En un principio consideradas una preparación «ordinaria», con el tiempo las croquetas se convirtieron en un plato tradicional de muchas cocinas en Europa, como la española, la italiana o la neerlandesa, y en América, como la cubana.

## Etimología
Proviene del francés croquette, del verbo croquer («crujir») y el sufijo diminutivo -ette, lo que en castellano se traduciría literalmente como «crujientita». En el siglo XVIII, croquet se refería en francés a cualquier alimento crocante, particularmente a un bizcocho duro y crujiente (de hecho en 1645, croquet se vería traducido al castellano como 'alfajor'). Las primitivas croquettes se hacían a base de patata o de arroz, y no se parecían a las actuales croquetas a base de salsa bechamel. «Croqueta» entra en el diccionario de la Real Academia en 1869.
Existe una variante en el castellano, «cocreta», que no está reconocida por la RAE.

## Historia
Las croquetas tienen numerosos antecedentes a lo largo de la historia humana, ya que desde la Antigüedad se han empleado como técnica para reaprovechar las sobras.

### Nacimiento en Francia

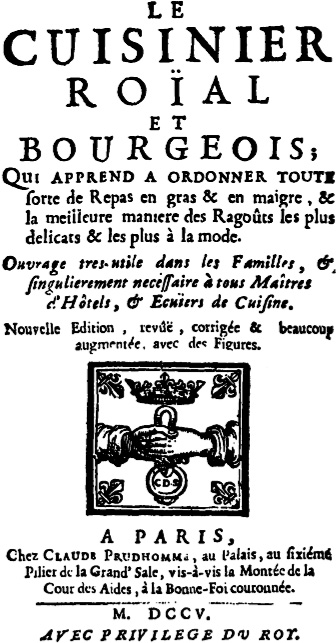
Le cuisinier royal et bourgeois (1691) de François Massialot, primer libro donde se registra la palabra croquet y una receta de croquetas

La croqueta moderna se origina en el antiguo Reino de Francia. Está extendida la creencia de que fueron inventadas en el siglo XIX por chef Antonin Carême. Sin embargo, aparecen más de un siglo antes en el recetario Le cuisinier royal et bourgeois (1691) de François Massialot, el cocinero del duque de Orleans. En él se puede leer la primera receta de croquetas bajo el nombre de croquet. Es interesante ver como ya desde entonces las croquetas se consideraban una técnica de aprovechamiento, al ser una manera más «apetecible» de servir las vísceras y otras casquerías, aromatizadas con trufa y hierbas:

croquets
Las llamamos croquets, algunas de ellas compuestas por un delicado relleno y tan grandes como un huevo, y otras [tan pequeñas] como una nuez. Las podemos servir como entrante, hors d'oeuvre o como guarnición. 
Tome las vísceras de gallina, pollo y perdiz. Pique esta carne con tocino blanqueado, ubres de ternera cocidas, unas mollejas blanqueadas, trufas y setas, tuétano, miga de pan empapada en leche, y un toque fuerte de hierbas, con un poco de queso crema, y la mayor cantidad de nata posible. Todo bien mezclado y condimentado, cuatro o cinco yemas de huevo, y una o dos claras. Con este relleno boleamos las croquetas; se cubren de huevo batido, se empanan, y se dejan reposar en un plato para luego freírlas con manteca de cerdo muy limpia. Servir calientes.
Le cuisinier royal et bourgeois (1691), F. Massialot, pg. 228

Esto no significa que Massialot inventase las croquetas, sino que su receta es la más antigua que ha llegado hasta nuestros días. Además, como se puede observar, esta receta primigenia carece del ingrediente esencial de la croqueta: la bechamel. En efecto, las versiones más primitivas de la croqueta se hacían con puré de patata, y la salsa bechamel, primera vez registrada en 1733, no sería la base de la croquette francesa hasta el siglo XVIII. Una receta de croquetas aparecen en Le cuisinier gascon (1740), de Luis Augusto de Borbón.
El 18 de enero de 1817, el chef Antonin Carême recibió el encargo de preparar una gran cena para el príncipe regente de Reino Unido Jorge IV y el archiduque Nicolás I de Rusia. Entre los muchos platos que elaboró, incluyó las croquettes a la royale, en las que usó bechamel como salsa para ligar y pan rallado para cubrirlas. Esta versión con bechamel pareció triunfar porque a lo largo de ese siglo las croquetas 'antiguas' de patata o picadillo serían sustituidas progresivamente por aquellas de bechamel, más 'modernas': «La novedosa bechamel acabaría con el tiempo siendo el santo y seña de las croquetas, pero primeramente hubo una larga fase durante la cual hubo croquetas de diversos rellenos y especialmente dulces».
En algunas regiones como Bélgica, Países Bajos o Alemania se siguen preparando a la antigua, con puré de patata. En 1846, Alejandro Dumas incluye una receta de croquetas de patata en su libro De París a Cádiz.

### Llegada a España
A España las croquetas posiblemente llegaron durante la Guerra de la Independencia Española (1808-1814), cuando se adoptaron muchas costumbres de la élite francesa (el afrancesamiento), entre ellas, la comida. Se tiene constancia de que en 1812 fue ofrecida a las tropas inglesas una fritura de croquetas. Según la gastrónoma Laura Conde, la croqueta en España fue «desde sus inicios patrimonio de las clases populares», ya que combinaba productos económicos como la harina «con restos de lo que fuera, generalmente gallina vieja» (Conde, 2014, p. 13).
En 1819, en una carta que Leandro Fernández de Moratín le envía a un amigo suyo, le aconseja para lidiar con el aburrimiento «engullir ricas croquetas». De 1830 se registra una receta de croquetas de arroz dulce en el Manual de la criada económica; y la venta de las mismas en hosterías. A lo largo del siglo XIX aparecen recetas de croquetas en los libros de cocina del Reino. Las croquetas lograron una amplia y rápida aceptación en las cocinas españolas, y para finales de siglo, ya se hubo extendido por toda la península e incluso territorios de ultramar, como Cuba o Puerto Rico. En su célebre publicación La cocina española moderna (1917), la escritora gallega Emilia Pardo Bazán habla de la adaptación de la receta original de croquette francesa al gusto español:

Hay que añadir que la croqueta, al aclimatarse a España, ha ganado mucho. La croqueta francesa es enorme, de forma de tapón de corcho, dura y sin gracia. Aquí, al contrario, cuando las hacen bien, las croquetitas se deshacen en la boca, de tan blandas y suaves
Condesa de Pardo Bazán

Para la condesa de Pardo Bazán, cualquier sabor era susceptible de ser «croquetizado», y en su libro incluye croquetas de carne (gallina, buey, ternera, jamón, perdiz o liebre), de merluza, de besugo, de atún, de bacalao, de remolacha, de patata o de lechuga. Según Ana Vega Pérez de Arlucea, periodista española e historiadora de la gastronomía, el capitán general de Venezuela y Puerto Rico, Miguel de la Torre (1786-1843) preparaba unas croquetas de carne de lomo, clavo y canela. En 1866, el Diccionario doméstico de Balbino Cortés Morales define las croquetas de bacalao y las de jamón con sesos.

## Preparación
La base de las croquetas suele ser de bechamel, que siempre se mezcla con otros ingredientes en cantidad abundante, típicamente trocitos de jamón, pollo picado o pescado, y a menudo, además, con algunas verduras hervidas y aplastadas con un tenedor. Se pueden hacer croquetas de cualquier ingrediente o cualquier mezcla de ellos: espinacas con pasas, jamón cocido, cecina, queso, gambas... 
Primero, hay que cocinar el ingrediente o los ingredientes principales de la croqueta, por ejemplo el pollo y las verduras. Seguidamente se mezcla con jamón picado o cecina y una bechamel espesa, que a continuación se deja enfriar. Se toman porciones (una cucharada sopera, aproximadamente) de pasta y se les da forma, a menudo ovalada, rodándola entre las dos manos o con la ayuda de dos cucharas.
A veces, pero no siempre, se enharinan primero y se sacude la harina sobrante. Se bañan en huevo batido y se cubren siempre generosamente con pan rallado. Después se fríen en una sartén con abundante aceite muy caliente, hasta que estén doradas. Finalmente se escurre el aceite sobrante sobre una rejilla o sobre papel absorbente.
El aceite debe ser abundante y estar muy caliente para que se forme una capa fina e impermeable a su alrededor, de manera que no entre aceite en el interior pero el exterior sea crujiente. Las croquetas se pueden conservar en el congelador, bien sea antes o después de fritas.

## Por país

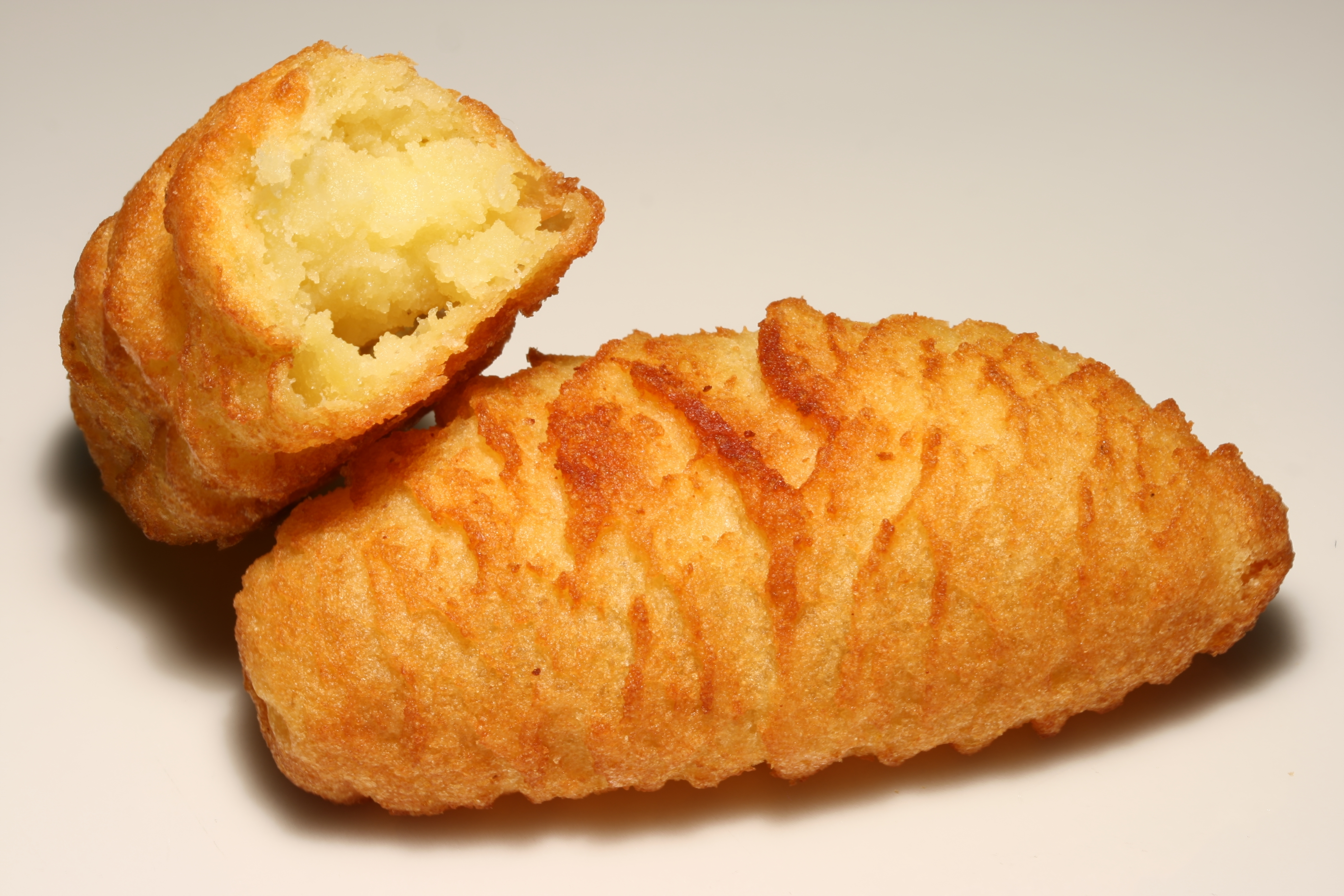
Kroketten neerlandés.

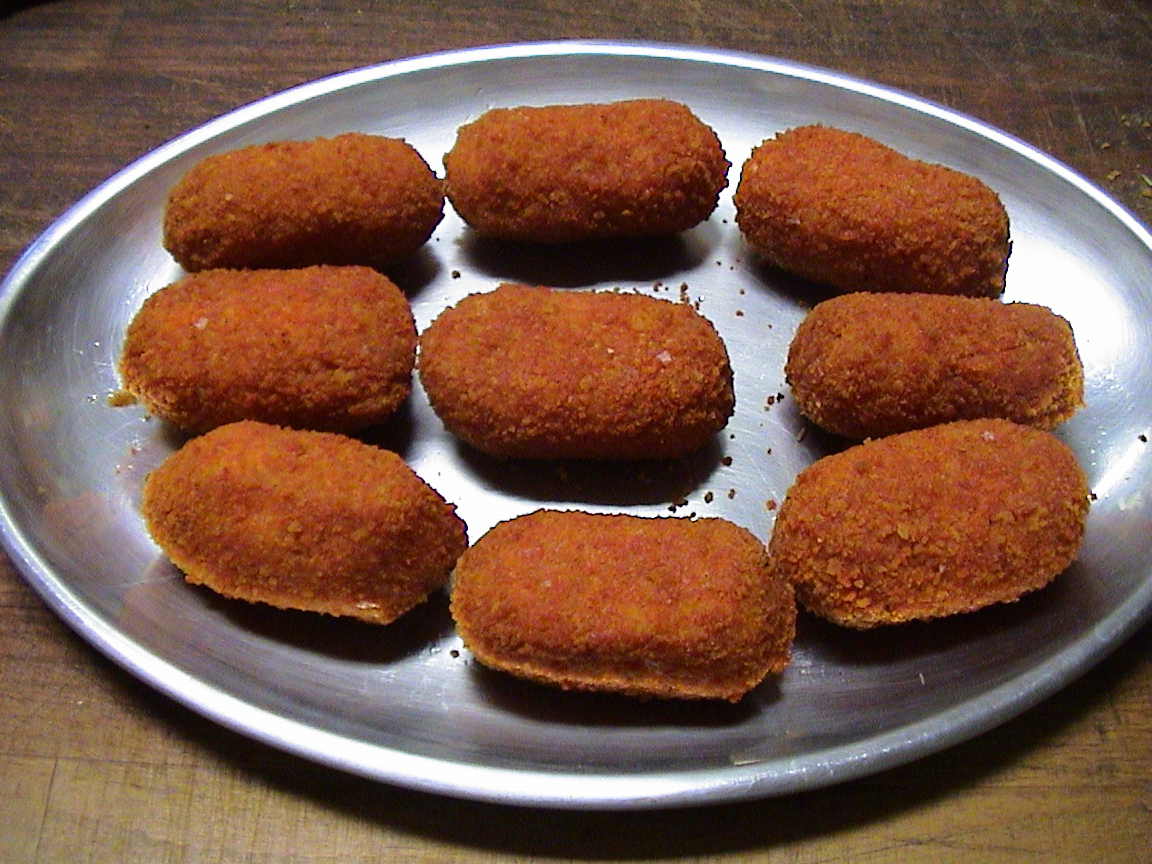
Supplì romano.

Existen diferentes variantes de las croquetas dependiendo del contenido, que suele consistir en taquitos de jamón, bacalao, etc. son conocidas en gran parte del mundo y casi cualquier gastronomía tiene alguna variante.

### Europa

#### Bélgica
Las croquetas son muy populares en todas las regiones de Bélgica (croquette para los valones, kroket para los flamencos) convirtiéndose en uno de los pocos símbolos de unión nacional. Las más famosas están rellenas de puré de patata, pero también tienen fama las croquettes de crevette o garnaalkroketten, es decir, croquetas de gambas o camarones.

#### España
En España, las croquetas son una de las tapas más populares y se ofrecen en la mayoría de bares, tabernas y restaurantes del país. Existen incluso «croqueterías», es decir, lugares dedicados exclusivamente a la venta de las mismas. La variante más icónica del país es la croqueta de jamón, hecha con jamón serrano picado. Son igualmente comunes las croquetas de pollo, bacalao, atún, merluza, cocido, queso, etc.
Francia
La base de las croquetas francesas puede ser una bechamel o salsa velouté espesa así como un puré de patatas. Se incluyen diferentes ingredientes como quesos, jamón, carne mechada o tocino (lardons). Se suelen hacer con restos de estofados también, como el daube provenzal, o mezclando la carne del pot-au-feu o de un confit de pato con bechamel.
Existen también las croquetas con una base de arroz, varias recetas se encuentran en libros de Antonin Carême.

#### Italia
La gastronomía italiana cuenta con una gran diversidad de preparaciones tradicionales derivadas de la croqueta. La mayoría de ellas se rellenan de arroz o patata, por ejemplo:
- Crocchette o (en el sur de Italia) crocchè, elaborado principalmente a base de patatas, berenjenas (crocchette di melanzane) u otras hortalizas. En Milán, la crocchette se rellena de arroz y azafrán;
- Supplì alla romana o supplì, plato típico del Lacio, se rellenan típicamente de risotto y salsa de tomate;
- Arancini de Sicilia, son unas croquetas enormes y completamente redondas, rellenas de arroz
- En Calabria, el polpette di riso también se rellena de arroz.

#### Otros países de Europa
- en las gastronomías alemana, italiana y belga son muy populares las de patata. También se hacen croquetas sin bechamel, usándose en estos casos otras masas tales como patata hervida, boniato, arroz
- en la cocina neerlandesa kroket.

### América

#### Argentina
En Argentina, se hace una especie de variante de esto preparado como una especie de engrudo mezclado con arroz, acelga o espinaca (previamente hervido), que luego se aglutina con huevo batido para después ser fritos en una sartén. Suelen ser parte del plato principal, siendo frecuentemente acompañadas con ensaladas. Esto tiene varios nombres según la región: torrejas (en lugares como, por ejemplo en la Ciudad de Buenos Aires o Paraná), croquetas, por lo crocantes (en lugares como Bahía Blanca y en Santa Rosa) o bocadillos (Tandil y Olavarría), bocaditos, tortillitas (Formosa) o chipa ple-plé (ciertos lugares de Misiones). Todas estas preparaciones no tienen nada que ver con la torreja dulce de origen español.
En el noreste de Argentina se preparan una variedad de croquetas o torrejas con mandioca y otra variedad con carne molida preparada como si fuese para empanadas.

#### Cuba
La tradición de las croquetas llegó a la Capitanía General de Cuba desde la metrópoli, donde se popularizó alrededor del siglo XIX. Los sabores más propios de las croquetas cubanas son el jamón, la carne de pollo y el pescado con perejil, en especial el primero, todos con base de bechamel.  Como empanizado (o 'empanado') a veces se usa galleta molida en vez de pan rallado. Las de pequeño tamaño se conocen como croquetillas. Más recientemente, las croquetas se convertirían en una preparación básica de la gastronomía latino-floridana, según comenta Enrique Fernández, traída por inmigrantes cubanos y de nuevo los rellenos más típicos son el jamón, el pollo y el bacalao.

#### Paraguay
Una particularidad de las croquetas que se hacen en Paraguay es que la masa lleva sólo carne molida que lleva como condimento principal el comino, que le da un sabor característico. También se hacen croquetas de mandioca: Se trata de una receta de croquetas, con masa de mandioca (yuca) y relleno de carne, empanado con galleta molida.

#### Uruguay
En Uruguay las croquetas están siempre realizadas con base en puré de papa. Ese puré, bastante consistente, generalmente lleva leche, manteca, sal, yema de huevo y algún condimento de hierbas aromáticas. Estas croquetas pueden hacerse simples, o rellenas con jamón, con jamón y queso, o con muchos otros productos. Finalmente se pasan por huevo batido, pan rallado y se las fríe en aceite abundante.

### En Asia
La receta de croquetas llegó a Asia de la mano de comerciantes europeos.
- en la cocina japonesa se denominan korokke (コロッケ) y tienen forma aplastada como una hamburguesa,
- en China y Taiwán son conocidas unas frituras llamadas kělè bǐng (可樂 餅) preparadas al estilo japonés,
- en el norte de la India algo similar es el alu tikki, hecho de patata cocida,
- las kroket holandesas fueron extendidas a sus colonias de ultramar, y hoy en día son un alimento popular de la cocina indonesa. Las kroket indonesas se rellenan de pollo y puré de papa,
- en la cocina coreana se conocen como goroke (고로케) o keuroket (크로켓), rellenas de pollo, puré de papa, curry, kimchi, etc.

## Día Internacional de la Croqueta
Según se relata popularmente, fue el 16 de enero (el 18, según algunos) de 1817 cuando Antonin Carême preparó una bechamel rebozada, denominándola croquettes à la royale. 
Por ello en 2015 la directora de Ideas Bien Contadas, Cristina Barbero, diseñó una campaña publicitaria para un restaurante en Valencia que consistía en el «Día Internacional de la Croqueta», el 16 de enero. Rápidamente se extendió la idea a otros bares y restaurantes en España e incluso otros lugares del mundo. El Día Internacional de la Croqueta se celebra desde 2019 también en Cuba, lugar donde el plato tiene mucha tradición.